# 宁淮城际铁路
宁淮城际铁路，是中华人民共和国建设中的连接江苏省南京市和淮安市之间的一条城际铁路，线路全长约200公里，江苏境内里程约156公里，安徽境内里程约44公里，设计速度350公里/小时。由中国铁路总公司、江苏省和安徽省共同出资建设，是推进长三角一体化的重要基础措施，其中南京市对该项目投资2492000万元。项目已于2019年9月20日开工建设，预计2026年完工。

## 线路走向
宁淮铁路北接淮安东站，由连镇铁路黄楼线路所引出，南沿京沪高速公路西侧后大致沿苏北灌溉总渠经淮安市淮安区马甸镇、林集镇、范集镇、洪泽区朱坝街道、金湖县戴楼镇、安徽省天长市天长街道后大致沿着川桥河的流向到南京市六合区。共设置淮安东站、洪泽站、金湖站、天长站、六合西站、 南京北站等6站，由上元门过江通道过江，接入南京站，与沪宁城际铁路贯通。
该城际线路也是目前规划中的京沪高铁第二通道的选择之一，与其他候选线路相比较，该线路与京沪铁路一样，经过南京市和安徽省。

## 历史
2018年，宁淮城际铁路列入由江苏省发展改革委牵头编制的《江苏省沿江城市群城际铁路建设规划（2019-2025年）》。
2019年3月18日，宁淮城际铁路第一次环境影响评估公示。5月5日，宁淮城际铁路第二次环境影响评估公示。8月24日，宁淮城际铁路江苏段获江苏省发展改革委批复。9月20日，宁淮城际铁路先期开工段开工仪式于淮安市举行。
2020年11月27日，安徽省发改委批复了南京至淮安铁路（安徽段）可行性研究报告。
2021年9月14日，宁淮城际铁路六合西至南京北段环境影响评价第二次公示。12月16日，安徽省发展改革委批复安徽段初步设计。
2022年2月15日，江苏省发展改革委批复宁淮城际铁路六合西至南京北段可行性研究报告。4月22日，宁淮城际铁路2.85公里的先开段项目主体工程全部圆满完成。9月，江苏省发展改革委批复了南京至淮安城际铁路南京段初步设计。
2023年1月4日，宁淮城际铁路江苏段开工建设。同年6月30日，上元门过江通道开工。